# Hossein Alizadeh (Radsportler)
Hossein Alizadeh, Hossein Alīzādeh (persisch حسین علیزاده) (* 24. Januar 1988 in Täbris) ist ein iranischer Radrennfahrer.
Alizadeh wurde 2008 jeweils Gesamtzweiter der Taftan Tour und der Tour of Milad du Nour. 2010 gewann er eine Etappe der Tour of East Java und konnte so auch die Gesamtwertung für sich entscheiden. Außerdem wurde er Gesamtneunter bei der Tour of Qinghai Lake.
Sein erfolgreichstes Jahr war 2012, als er Iranischer Meister im Straßenrennen wurde, die Gesamtwertung und eine Etappe Tour of Qinghai Lake gewann und mithilfe dieser Ergebnisse auch die Saisonwertung der UCI Asia Tour 2012.
Auch in den folgenden Jahren war er insbesondere bei der Tour of Qinghai Lake erfolgreich: 2013 wurde er Zehnter und 2015 Zweiter der Gesamtwertung.

## Erfolge
2010
- Gesamtwertung und eine Etappe Tour of East Java

2011
- Mannschaftszeitfahren Azerbaïjan Tour

2012
- Iranischer Meister – Straßenrennen
- Gesamtwertung und eine Etappe Tour of Qinghai Lake
- Gesamtwertung UCI Asia Tour

2014
- eine Etappe Tour de Singkarak

## Teams
- 2009 Azad University Iran (bis 30. Juni)
- 2010 Tabriz Petrochemical Cycling Team
- 2011 Tabriz Petrochemical Team
- 2012 Tabriz Petrochemical Team
- 2013 Amore & Vita
- 2014 Tabriz Shahrdari Ranking